# Bitva u Little Bighornu
Bitva u Little Bighornu je událost (někdy také nazývaná jako bitva na Mastné trávě, anglicky The Battle on the Greasy Grass nebo Custerův poslední boj, anglicky Custer’s Last Stand), která byla střetnutím mezi armádou Spojených států amerických a válečníky indiánských kmenů Lakotů, severních Šajenů a Arapahů, která se odehrála dne 25. června 1876 v dnešní Montaně v USA.
Útok vojáků 7. kavalerie (7. jízdní pluk) vedl podplukovník George Armstrong Custer, kterému Lakotové říkali Žlutý vlas. Indiáni se bránili pod vedením náčelníka Oglalů Splašeného koně a náčelníka Hunkpapů Žluče. Střetnutí se pasivně zúčastnil rovněž duchovní vůdce Lakotů Sedící býk. Bitva skončila katastrofální porážkou Custerových oddílů. Jde o jedno z nejznámějších a nejkrvavějších střetnutí mezi indiány a bělochy, které bylo zvěčněno v řadě literárních děl, byť jeho reálný vojenský význam nebyl příliš velký. 
Pro původní obyvatelstvo měla bitva velký nevojenský význam. USA použili bitvu jako záminku pro anexi území Black Hills, a to proti dřívější dohodě s tamními národy (Treaty of Fort Laramie 1868). V roce 1980 uznal Nejvyšší soud USA, že tato anexe byla nelegální.

## Pozadí
Bitva byla součástí tzv. Velké Siouxské války 1876 (Great Sioux War of 1876), která byla součástí série válek a bitev mezi kolonizujícími Spojenými státy a národy původních obyvatel Ameriky - Indiánskými válkami.
V důsledku zlaté horečky v Kalifornii a dlouhodobě vyšší migrace Evropanů a jejich potomků na západní pobřeží Ameriky uzavřeli v roce 1851 USA dohodu s národy obývajícími území Black Hills (lakotsky Ȟe Sápa), aby zajistili bezpečný průchod osadníků. Ȟe Sápa jsou pro několik národů (Lakota a Šajeni) posvátné. Dohoda byla uzavřena v Fort Laramie. Výměnou za právo stavět v území cesty a pevnosti uznali Black Hills jako území patřící tamním národům. Tato dohoda byla později roku 1868 nahrazena druhou dohodou, také z Fort Laramie. I ta uznala území Ȟe Sápa jako patřící indiánům. 
V roce 1874 bylo na posvátném území Siouxů Black Hills nalezeno zlato během expedice vedené právě G. A. Custerem. Do území začalo proudit mnoho evropských havířů. Indiáni se o tom dozvěděli a vůdce Hunkpapů Sedící býk sjednotil několik kmenů Siouxů aby se postavili na odpor kolonizaci Black Hills, která byla dohodou zapovězena.

## Před bitvou
Velení vyslalo generály Terryho, Gibbona a Crooka, aby Indiány porazili. Generálové svého nepřítele podceňovali. Dostali totiž z Washingtonu zprávy, že indiánů je nanejvýš dva tisíce. Zprávy průzkumníků vycházeli z počtu bojovníků, kteří do Black Hills přišli s Sedícím býkem. Pár týdnů před bitvou se však k bitvě připojili i indiání, kteří v tomto území již žili, připravujíce se na letní lov bizonů. Nakonec bylo podle dnešních odhadů ve vesnici až 8000 lidí, z toho 1500 - 1800 bojovníků. 
Generál Terry se setkal s generálem Gibbonem západně od Little Big Hornu. Crook narazil na Siouxy u řeky Rosebud. Crook Indiány odrazil, ale měl příliš velké ztráty na to, aby mohl v boji pokračovat, a proto se stáhl zpět. Terry a Gibbon čekali na Crooka, ale když nedorazil, vyslali na průzkum sedmou kavalérii pod vedením podplukovníka George Armstronga Custera (někdy se u něj setkáme s titulováním generál, protože za americké občanské války zastával dočasně pozici generála milice). Custer odmítl nabídku generála Terryho, že mu bude přiděleno ještě 300 mužů a 10 předchůdců dnešních kulometů. Custer se vydal k Little Big Hornu. 

## Průběh bitvy
Po poledni 25. června dorazilo vojsko USA vedené Custerem k táboru indiánů. Custer byl varován indiánskými zvědy z národa Crow, kteří dlouhodobě bojovali s expandujícími Lakoty, a byli tak nápomocni USA, že se jedná o největší vesnici, kterou kdy viděli. Custer byl však zároveň informován, že indiáni objevili jeho stopu. Měl strach, že se rozejdou do okolních lesů. Rozhodl se zaútočit ihned. Původní obyvatelé ve vesnici o jeho přítomnosti věděli, ale nečekali útok, neboť se většinou neútočilo za dne.
Custer, který patrně zcela chybně odhadl počet indiánských bojovníků v táboře, chtěl použít stejný systém jako v masakru Šajenů u řeky Washity, kdy Indiány obklíčil a překvapil. U Washity však byli Indiáni, kteří nechtěli bojovat, a většina byly ženy a děti.[zdroj?] Tábor Sedícího býka byl plný mužů, kteří si již nechtěli vše nechat líbit a byli připraveni na boj. Custer se navíc tragicky mýlil i v předpokladu, že má nad indiány převahu lepší výzbroje – indiánům se v rámci přípravy na boj podařilo nakoupit velký počet opakovacích pušek (převážně henryovek). V nepřehledném terénu, v němž se Custerův hlavní oddíl měl s indiány střetnout a kde docházelo k přestřelkám na poměrně krátkou vzdálenost, byly tyto zbraně mnohem efektivnější než standardní výzbroj Custerových mužů.[zdroj?]
Custer rozdělil armádu na tři části. První, kterou vedl major major Marcus Reno, měla zaútočit ze zdola a nahnat Indiány ke Custerovi. Custer měl pak zaútočit z vrchu. Třetí části velel kapitán Benteen. Ta byla záložní a čekala v pozici, která Custerovým zájmům nijak neposloužila. Reno začal útočit a napadl vesnici jako první. Muži byli právě na lovu, a když uslyšeli křik žen a dětí, ihned zaútočili na Rena. Tato skupina byla vedena náčelníkem Hunkpapů Žlučem, Splašeným koněm z lakotské skupiny Oglalů a hunkpapským náčelníkem Deštěm v tváři. Reno byl nucen se stáhnout do rokle, kterou záhy celou obklíčili Indiáni.
Custer se mezitím snažil překročit řeku. Nenašel však brod a strávil zde mnoho času. Indiáni si ho všimli a zahnali ho na kopec, známý dnes jako Custer’s Last Stand. Většina Indiánů se sem rychle připojila včetně těch, kteří drželi v šachu Rena. Zde celý Custerův oddíl padl. Neví se, kdo Custera zabil, ale například Déšť ve tváři tvrdil, že to byl náčelník Bílý bizon (indiánská svědectví je nicméně nutno brát s velkou rezervou, neboť si mnohdy protiřečí a navíc mnoho z účastníků později potvrdilo, že vůbec nevěděli, že Custer je na bitevním poli a zjistili to až dlouho po střetu). V průběhu poslední Custerovy bitvy přijel Benteen Renovi na pomoc. Oba je z indiánského sevření vyprostil až generál Terry.
Tvrdí se, že Sedící býk v bitvě nebojoval, ale náčelník Žluč potvrdil, že ho tam zahlédl.

## Důsledky
Terrymu již zřejmě došlo, že Custer byl poražen a proto se s Gibbonem vrátili. Siouxům vítězství moc nepomohlo, jelikož generálové se vrátili s posilami a Indiány porazili. Podplukovník Custer byl oslavován jako hrdina, což si vždycky přál, i když podle většiny historiků udělal zásadní omyly, jako rozdělení armády na tři části, a odmítnutí posil. Dnešní pohled na Custera je do velké míry formován lobbováním jeho vdovy, která se zasazovala o zlepšení historického pohledu na něj.
Pro původní obyvatelstvo měla bitva velký nevojenský význam. USA použili bitvu, tehdy vykládananou jako masakr, jako záminku pro anexi území Black Hills, a to proti dřívější dohodě s tamními národy (Treaty of Fort Laramie 1868). V roce 1980 uznal Nejvyšší soud USA, že tato anexe byla nelegální v rozhodnutí United States v. Sioux Nation of Indians. V rámci rozsudku Sioxům přisoudil finanční kompenzaci, která má dnes hodnotu cca. 1.3 miliardy USD. Siouxové ji však odmítají přijmout, protože chtějí návrat území místo peněz.

## Odkaz

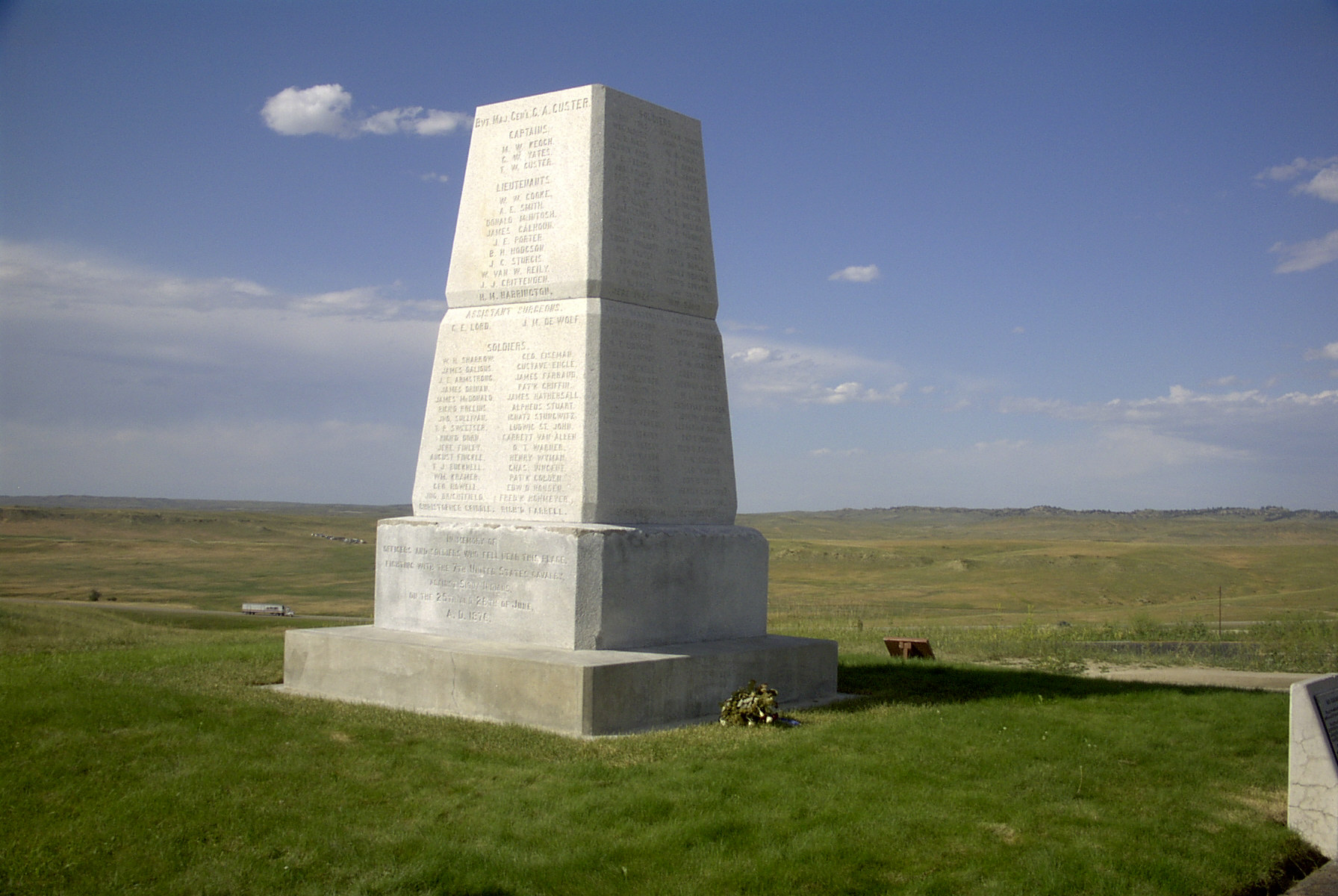
Památník na místě bitvy u Little Bighornu

V současnosti (2019) se na místě bitvy nachází památník (anglicky Little Bighorn Battlefield National Monument) a hřbitov vojáků 7. kavalerie.

## V populární kultuře
- Film They Died with Their Boots On z roku 1941. Hlavní roli ztvárnil americký herec Errol Flynn.
- Film Custer of the West z roku 1967. Hlavní roli ztvárnil britský herec Robert Shaw.
- Román Malý velký muž (anglicky The Little big man) od amerického spisovatele Thomase Bergera z roku 1964 (česky poprvé vyšlo v roce 1977).[11] Podle knihy byl v roce 1970 natočen stejnojmenný film. Hlavní roli ztvárnil americký herec Dustin Hoffman.[12]
- Román Black Hills od amerického spisovatele Dana Simmonse (bitva u Little Bighornu je úvodní scénou knihy) z roku 2010 (česky poprvé vyšel v roce 2010).[13]
- V české kultuře tuto událost asi nejvíce zpopularizoval Jan Vyčítal v textu písně Blízko Little Big Hornu, jednoho ze šlágrů české country. (S Greenhorny nazpíval Michal Tučný.[14]) Text byl napsán na melodii songu Leona Paynea The Jim Bridger Story, jejíž interpretem byl Johnny Horton. Zde však není tématem bitva u Little Bighornu a s výše uvedenou písní má kromě hudby společné jen údajné Bridgerovo varování generálu Custerovi před Siouxy. Ve skutečnosti měl Jim Bridger v době konání bitvy již 72 let a byl dávno na odpočinku.
- Povídka Šumící vánek z roku 2000 od Fredericka Forsytha